# دیوار اریحا
دیوار اریحا یک دیوار دفاعی یا مقابله با سیل مربوط به دوارن نوسنگی پیش‌ازسفال است که احتمالاً متعلق تقریباً به ۸۰۰۰ سال پیش از میلاد بوده‌است.

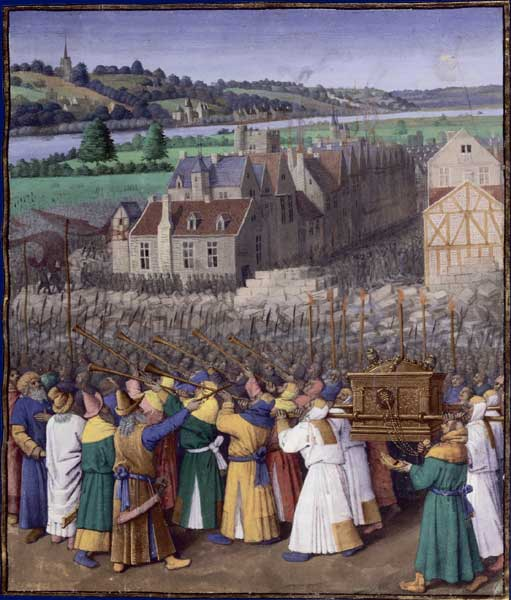
نبرد اریحا و فروریختن دیوار اریحا.

## در کتاب مقدس
در کتاب یوشع، بنی‌اسرائیل دیوار اریحا را با راه بردن تابوت عهد برای هفت روز که در انتها با با دمیدن در شیپور در جلوی تابوت عهد و فریاد می‌ریزد. بعضی فیزیکدانان عقیده دارند ممکن است این اتفاق به دلیل رزونانس بین موج حاصل شده از این اصوات و دیوار اریحا بوده باشد.